# ホームタウンディシジョン
ホームタウンディシジョン（Hometown Decision）とは、スポーツなどの審判員が下す、ホーム側に有利なようにみえる判定のことである。いわゆる八百長などとは異なり、選手側にはごく一部の例外を除き、一切の非がない。（片方の選手(ボクサー)のセコンド(関係者)がレフェリー(主審)やジャッジ(副審、採点員)を買収した例もある。）日本では「地元判定」、若しくは「地元びいき」の表記、使用が多い。ジモハンと略す使用方法もある。

## 概要
元々は、ボクシングの採点に代表されるような、審判の主観に基づく判定が地元の選手に有利な傾向を持つと言われたところから、この言葉が用いられるようになったとされる。また、サッカーなどの試合において、反則行為とみなすかどうか微妙であるようなプレーに対して、ホーム側に有利と思われる判定を審判がくだすことも、ホームタウンディシジョンと呼ぶ。
アイスホッケーのようにルール上でホームチームを優先させる規定（中断時の選手交代はアウェイチームが先に完了させなければいけないなど）が有るものあるが、これはホームタウンディシジョンとは呼ばない。
ホームタウンディシジョンの要因としては、ホーム側を応援する観客による潜在的/顕在的圧力が、微妙な判断を要求される場面において、審判に対して無意識的に影響を与える可能性が指摘されている。また、スポーツ種目によっては審判が（興行面その他の理由により）ホームタウンディシジョンを行うことが不文律として存在しているといった指摘もある。しかし、そもそもホームタウンにおける試合は判定以外の面でもホーム側に有利であることが多く、その結果としてホーム側の採点が高く（あるいは反則が少なく）なっているという可能性もあるため、因果関係ははっきりしていない。

## ホームタウンディシジョンとされた事例
以下では、複数のマスメディアによって疑義が提示され、また社会的にも話題となった事例を示す。
- 1964年1月23日、タイ・バンコクで開催された海老原博幸（日本・協栄） vs. ポーン・キングピッチ（タイ）との再戦。優位に試合を進めたが、海老原の判定負け。判定の直後海老原はあっけにとられた表情となり、抗議をしたものの覆らず、当時のマスメディアからも多く非難の声が上がった。
- 1969年7月28日、オーストラリアで開催された挑戦者ファイティング原田（日本・笹崎） vs. 王者ジョニー・ファメション（オーストラリア）のWBC世界フェザー級タイトルマッチ。原田はファメションから3度もダウンを奪ったにもかかわらず、レフェリーおよびジャッジを務めたウィリー・ペップによって「引き分け」の判定が下り、その後「原田の判定負け」に改められた。当該項目も参照。
- 1988年10月2日、ソウルオリンピックボクシング競技ライトミドル級決勝でアメリカ代表のロイ・ジョーンズ・ジュニアは韓国代表の朴時憲に2度ダウンを奪い、有効打も86対32となるなど圧倒したものの、判定では2-3でジョーンズが銀メダル、朴が金メダルとなった。後の調査で審判の買収が判明した。
- 1992年4月10日、日本・東京で開催されたWBA世界ジュニアバンタム級（現:スーパーフライ級）王座決定戦、鬼塚勝也（日本・協栄） vs. タノムサク・シスボーベー（タイ）戦。前半はタノムサク、後半は鬼塚が優位に試合を進め、結果、鬼塚が判定で勝利し王座を獲得したが、判定に異議を唱える声が多く挙がった。その後も鬼塚は防衛戦のたびにしばしば判定に対する疑問の声に苦しめられる。
  - 特に、1993年5月21日、3度目の防衛戦となった林在新（韓国）戦では、タノムサク戦以上の大苦戦を強いられたにもかかわらず、ここでも鬼塚の判定勝ちとなった。林が「林小太郎」というリングネームで日本のジム（京都・洛翠ジム）に所属していた事情から、この試合で採点を担当したジャッジ3人のうち2人が日本人（残る1人はパナマ人だった）。その日本人ジャッジ2人がいずれも鬼塚の勝利を支持したことで、「タノムサク戦以上のひどいホームタウンデシジョン」という声が多く挙がった。ちなみに、レフェリーも日本人だった。
- 1993年12月23日、日本・名古屋で開催されたWBC世界バンタム級タイトル戦、挑戦者・薬師寺保栄（日本・松田） vs. 王者・辺丁一（韓国）。一進一退の攻防戦の末、薬師寺が判定勝ちし新王者となったが、「薬師寺が負けていた」という意見が多く挙がった。
- 2002 FIFAワールドカップ日韓大会における、韓国代表関連の試合。試合で対戦し不利を被ったポルトガルやスペイン、イタリアで疑義が提示され、後に発売されたFIFA創立100周年記念DVDに収録されている「世紀の10大誤審」にてそれらの判定が挙げられた。
- 2006年、アメリカで開催されたワールド・ベースボール・クラシックにおける、アメリカ代表関連の試合。アメリカ人審判ボブ・デービッドソンが対日本戦および対メキシコ戦において、アメリカに有利となるいくつかの判定を下した。これがビデオなどで見る限り明らかな誤審と映ったため、対戦国のみならずアメリカでも疑惑となった。
- 2006年8月2日、日本・横浜で開催されたWBA世界ライトフライ級王座決定戦、亀田興毅（日本・協栄＝当時） vs. ファン・ランダエタ（ベネズエラ）戦。亀田はダウンを奪われるなど苦戦を強いられたが、判定勝ちを収め新王者となる。それまでの亀田の態度やマスメディアにおける過剰な扱いなどと相まって、日本国内でも若年層を中心に多くの批判・非難の声が上がった。一方、ランダエタに対しては「あなたが勝っていた」という声が日本国内からも多く挙がり、ベネズエラの日本大使館を通じてファンからの激励のメールや手紙が多く寄せられた。